# Гюде
Гюде (нім. Hüde) — громада в Німеччині, розташована в землі Нижня Саксонія. Входить до складу району Діпгольц. Складова частина об'єднання громад Альтес-Амт-Лемферде.
Площа — 24,47 км2. Населення становить 1219 ос. (станом на 31 грудня 2021).

## Галерея

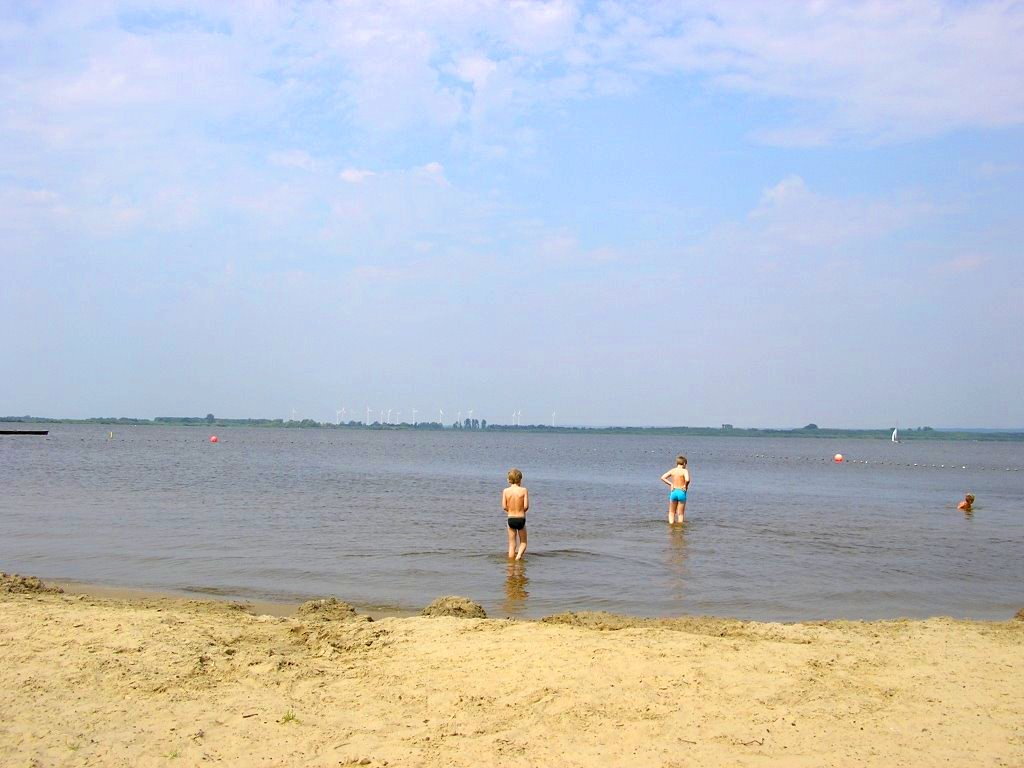